# Port Phillip Bay
Port Phillip Bay är en vik i södra Victoria i sydöstra Australien. På vikens norra och nordöstra sida ligger delstatshuvudstaden Melbourne, på dess södra sida mynnar den ut i Bass sund. Viken sträcker sig ungefär 50 kilometer i nord-sydlig riktning och cirka 40 kilometer i öst-västlig riktning, den totala arean är 1 950 kvadratkilometer och dess kustlinje är 264 kilometer lång.
Floderna Yarra, Little och Werribee mynnar ut i Port Phillip Bay. Över 3,2 miljoner människor bor runt dess strand, vilket gör Port Phillip Bay till Australiens mest tätbefolkade avrinningsområden.

## Ekologi
Port Phillip Bay är hem för upp till 10 000 olika växt- och djurarter. Bland annat återfinns här sjödrake, nakensnäckor, Achoerodus gouldii och flasknosdelfiner.
Viken består av en mängd olika livsmiljöer, dessa inkluderar sandiga havsbottnar, sjögräsängar och steniga rev. Större delen av havsbottnen består av sand och slam som är hem åt många olika ryggradslösa djur. De stora sandiga områdena täcks i vissa delar av täta sjögräsängar som är en viktig livsmiljö för många former av marint liv, särskilt unga fiskar. På de steniga reven kan hundratals olika typer av alger hittas.